# Astathes nigrofasciata
Astathes nigrofasciata là một loài bọ cánh cứng trong họ Cerambycidae.